# Illes Intermontanes

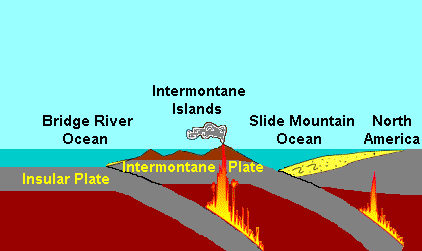

Les Illes Intermontanes, en anglès: Intermontane Islands, van ser una cadena gegant d'illes volcàniques a l'oceà Pacífic durant el període Triàsic cap a 245 milions d'anys enrere. Estaven en la microplaca tectònica anomenada Placa Intermontana. Cap al principi del Juràssic les illes Intermontanes es desplaçaren cap al continent. Cap a fa uns 180 milions d'anys les darreres de les Illes Intermontanes xocaren amb el Nord-oest del Pacífic formant parts de la British Columbia, Canadà.